# Amour non partagé
 (mai 2025).
Motif : Un débat avait eu lieu en 2023 avec des commentaires vagues et généreux, mais généraux. Personne n'a répondu à la question du sourçage et de l'intérêt encyclopédique, puisqu'il y a déjà les pages Amour obsessionnel, Chagrin d'amour, Cœur brisé, Érotomanie, Relation amoureuse, etc., qui traitent du sujet. Cette page pas sourcée fait double emploi.
- Archive Wikiwix
- Bing
- Cairn
- DuckDuckGo
- E. Universalis
- Gallica
- Google
- G. Books
- G. News
- G. Scholar
- Persée
- Qwant
- (zh) Baidu
- (ru) Yandex
- (wd) trouver des œuvres sur Wikidata

| 1. | Préciser le motif de la pose du bandeau. | Précisez le motif de la pose du bandeau en utilisant la syntaxe suivante : {{admissibilité à vérifier\|date=mai 2025\|motif=remplacez ce texte par le motif}}                          |
| 2. | Informer les utilisateurs concernés.     | Pensez à avertir le créateur de l'article, par exemple, en insérant le code ci-dessous sur sa page de discussion : {{subst:avertissement admissibilité à vérifier\|Amour non partagé}} |

 (novembre 2023).
- Si vous ne connaissez pas le sujet, laissez ce bandeau (vous pouvez alors contacter les auteurs).
- Si vous supprimez le contenu mis en cause (vous pouvez préalablement contacter les auteurs),

argumentez précisément cette suppression dans la page de discussion
(un manque de référence n'est pas un argument ; une recherche réelle de référence doit avoir été effectuée, être formellement documentée).
 (novembre 2023).
L'amour non partagé, ou amour non réciproque, est le cas où l'on éprouve un sentiment amoureux pour une personne qui n'éprouve pas en retour le même genre de sentiment. C'est fréquemment la source d'une souffrance qui peut induire des humeurs douloureuses et durables tels que la dépression, une mauvaise estime de soi, l'anxiété, des sautes d'humeur brutales entre dépression et euphorie. L'amour non réciproque est également la source d'inspiration de nombreuses œuvres d'art.

## Analyse

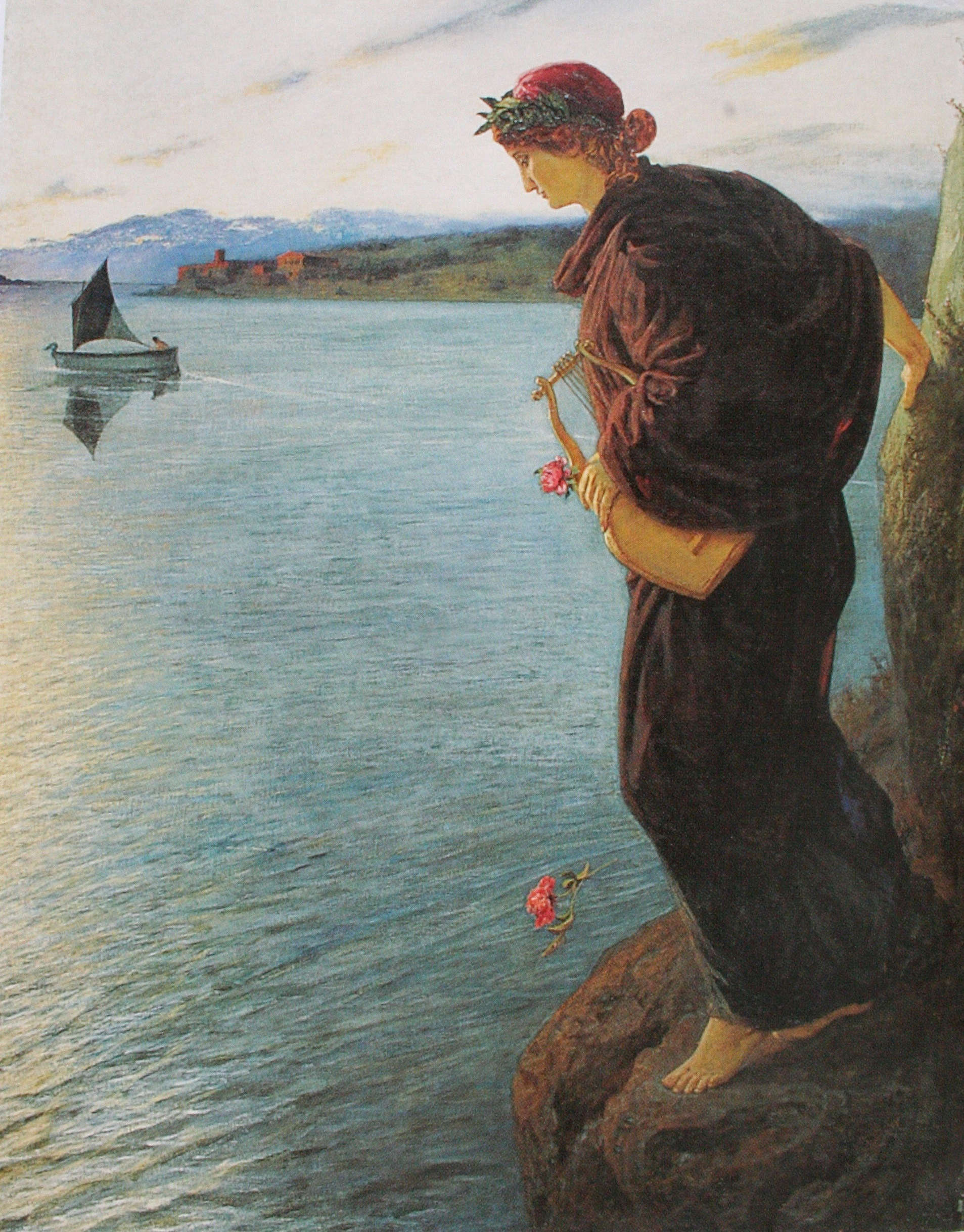
Selon la légende, la poétesse grecque Sappho serait tombée d'un rocher à cause d'un amour non partagé pour le passeur Phaon. Peinture d'Ernst Stückelberg, 1897.

Selon le Dr Roy Baumeister, ce qui rend une personne désirable est un mélange complexe et très personnel de nombreuses qualités et traits de caractère. Mais tomber amoureux de quelqu'un qui est beaucoup plus désirable que soi – que ce soit en raison de sa beauté physique ou d'attributs comme le charme, l'intelligence, l'esprit ou le statut – Baumeister appelle ce genre d'inadéquation « enclin à trouver son amour non partagé » et que de telles relations sont en baisse. Selon certains psychologues, les contraires s’attirent.
« Il y a deux mauvais côtés à l'amour non partagé, mais un seul est rendu familier par notre culture » – celui de l'amant, et non celui du rejeteur. En fait, les recherches suggèrent que l’objet d’une affection non partagée éprouve une variété d’émotions négatives comparables à celles du prétendant, notamment l’anxiété, la frustration et la culpabilité. Comme Freud l'a souligné depuis longtemps, « lorsqu'une femme intente une action par amour, rejeter et refuser est un rôle pénible à jouer pour un homme ».

## Aspects avantageux

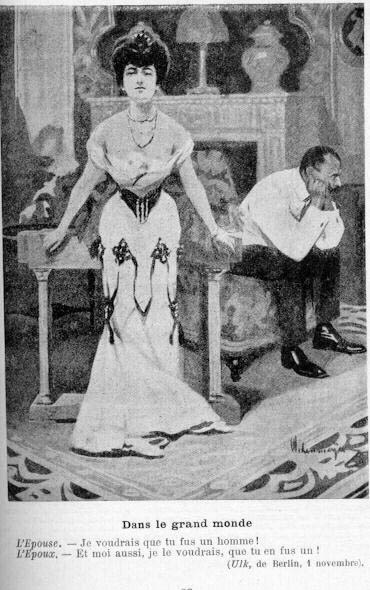
Exemple d'amour non partagé (une femme hétérosexuelle amoureuse d'un homme homosexuel), 1907.

L’amour non partagé a longtemps été décrit comme une volonté noble et altruiste d’accepter la souffrance. Les représentations littéraires et artistiques de l’amour non partagé peuvent dépendre d’hypothèses de distance sociale qui ont moins de pertinence dans les sociétés démocratiques occidentales avec une mobilité sociale relativement élevée et des codes de fidélité sexuelle moins rigides. Néanmoins, les écrits littéraires suggèrent un certain degré d'euphorie dans les sentiments associés à l'amour non partagé, qui a également l'avantage de ne comporter aucune des responsabilités des relations mutuelles : il est certain que « le rejet, apparent ou réel, peut être le catalyseur d'un sentiment littéraire inspiré ».
Eric Berne considérait que « l'homme qui est aimé d'une femme a certes de la chance, mais celui qu'il faut envier est celui qui aime, aussi peu qu'il obtienne en retour ». 

## Physiopathologie
Bien que l'amour non réciproque puisse durer des années, voire des décennies, les sentiments de l'amant éconduit finissent habituellement par atteindre une limite à force de se renforcer. Les sentiments finissent normalement par s'apaiser lorsque l'objet du désir finit par éprouver lui aussi de l'amour ; lorsque le désir amoureux s'estompe ; lorsque l'amant éconduit finit par accepter l'idée que ses sentiments ne seront jamais partagés ; ou lorsque l'amant éconduit concentre son attention sur une autre personne susceptible, elle, de répondre à ses sentiments. Dans certains cas des activités telles que la pratique d'un art, ou encore un engagement associatif, religieux ou spirituel permettent également de sublimer les souffrances ressenties et à plus ou moins long terme de les dépasser.

## Littérature
L'un des amours non réciproques les plus célèbres est celui qu'éprouvait Dante Alighieri pour Beatrice Portinari, avec qui il n'avait parlé que deux fois dans toute sa vie, la première lorsqu'il avait neuf ans et elle, huit. Quoique tous deux se soient mariés, Dante considérait Béatrice comme le grand amour de sa vie et comme sa « muse » ; il en fait le guide du paradis dans La Divine Comédie. De plus, tous les exemples donnés par Dante dans La Vita nuova traitent de son amour pour Béatrice, et la prose qui encadre les vers détaille sa passion de toute une vie.
Dans les poètes élégiaques romains, l'amour non réciproque est un thème courant. Catulle est célèbre pour sa passion pour Lesbia ; une cinquantaine d'épigrammes expriment la palette d'émotions que parcourt l'amant éconduit ; Catullus est en réalité conscient du fait qu'il devrait se libérer de ses sentiments, mais manque de l'énergie pour y parvenir.
La Jérusalem délivrée du Tasse relate l'amour de la magicienne Armide pour le croisé Renaud, qui ne se voue qu'à la gloire et à la guerre.
Shakespeare traite abondamment du sujet dans Le Songe d'une nuit d'été, dans Othello (l'inquiétant personnage de Roderigo) ; Roméo et Juliette s'ouvre sur les affres de Roméo qui croit que son amour n'est pas payé de retour.
Un grand exemple classique est l'amour sans espoir de Don Quichotte pour Dulcinée, dans le roman éponyme de Cervantes. Le terme "dulcinée" est passé dans l'usage courant comme nom commun pour désigner l'objet d'un amour intense.
Au XVIIIe siècle, Goethe marque un tournant avec Les Souffrances du jeune Werther, qui fonde le courant Sturm und Drang annonciateur du romantisme, et expose deux de ses plus grands thèmes : l'amour et le Weltschmerz.
Dans la littérature française du XIXe siècle, on peut citer Cyrano de Bergerac d'Edmond Rostand, Notre-Dame-de-Paris (avec Quasimodo, Esmeralda, Frollo et Gringoire) et Les Misérables (avec Éponine), de Victor Hugo. Stendhal traite du problème de façon plus clinique dans de l'Amour. Le personnage d'Erik dans Le Fantôme de l'Opéra, de Gaston Leroux, né horriblement difforme, est éperdument amoureux de la soprano Christine Daae, elle-même éprise du vicomte Raoul de Chagny. En poésie, Baudelaire.
Plus récemment, la romancière francophone Amélie Nothomb a construit nombre de ses intrigues dramatiques sur la base de la non-réciprocité amoureuse. Ses romans Attentat (1997) et Le Voyage d'hiver (2009) en sont symptomatiques : dans le premier, un homme monstrueux est amoureux fou d'une actrice de cinéma ; dans le second, un individu sans envergure désire follement une jeune femme distinguée.
Dans la littérature anglophone du XIXe et du début du XXe, on peut citer Les Grandes Espérances de Charles Dickens (personnage de Pip), La Recluse de Wildfell Hall de Anne Brontë (M.. Hargrave épris de Helen Graham). Au XXe siècle, Gatsby le Magnifique de Francis Scott Fitzgerald offre un autre exemple d'amour contrarié.
La littérature russe regorge d'exemples, comme dans Guerre et Paix de Léon Tolstoï, ou Premier Amour de Tourgueniev.
Le poète slovène France Prešeren a écrit des poèmes torturés sur sa passion contrariée pour Julija Primic.

## Musique
À l'opéra, un grand exemple est traité dans Carmen de Bizet, dont le livret est inspiré de la nouvelle du même nom de Prosper Mérimée. Celle-ci traite de l'amour obsessionnel qu'éprouve Don José pour Carmen, qu'il finira par tuer.

## Cinéma
- La Belle Meunière, film de Marcel Pagnol, met en scène le compositeur Franz Schubert dans le rôle du jeune meunier éconduit qui a inspiré le célèbre cycle de lieder.
- Empty Quarter de Raymond Depardon raconte le long voyage en Afrique d'un couple étrange où l'homme amoureux s'interroge sur les sentiments de sa partenaire qui reste distante jusqu'à un unique rapport après plusieurs mois de cohabitation. Celle-ci lui exprime ensuite son mépris, lui reproche sa maladresse et se refuse pendant la suite de leur errance, plusieurs semaines jusqu'à leur séparation définitive à Venise.

- 5 centimètres par seconde de Makoto Shinkai met en avant dans la deuxième partie du film Kanae Sumida, une camarade de classe de Takaki Tono. Elle est amoureuse de lui, mais ses sentiments ne sont pas réciproques.